# Quirino (Ilocos Sur)
Quirino est une municipalité de 4e classe située dans la province d'Ilocos Sur aux Philippines. Selon le recensement de 2010 elle est peuplée de 8 535 habitants.

## Barangays
Quirino est divisée en 9 barangays.
- Banoen
- Cayus
- Patungcaleo (Lamag)
- Malideg
- Namitpit
- Patiacan a
- Legleg (Poblacion)
- Suagayan
- Lamag(Tubtuba)